# 1944 en littérature
| Années de la littérature : 1941 - 1942 - 1943 - 1944 - 1945 - 1946 - 1947    |
| Décennies de la littérature : 1910 - 1920 - 1930 - 1940 - 1950 - 1960 - 1970 |

## Événements
- 22 février : Robert Desnos est arrêté à Paris par la Gestapo.
- 31 juillet : Antoine de Saint-Exupéry disparaît tragiquement avec son avion près des côtes françaises de la Méditerranée lors d'une mission du guerre.
- fin août : Jean Giono, qui fait figure d'écrivain pour le moins suspect en raison de son attitude pacifiste avant et pendant la guerre, est arrêté à la demande de Raymond Aubrac, commissaire de la République dans le Sud-Est. Il est interné à Saint-Vincent-les-Forts, en Ubaye.
- 14 septembre : L’écrivain Robert Brasillach, recherché pour fait de collaboration, se constitue prisonnier.
- 18 septembre : Publication par le Comité national des écrivains de la liste des auteurs suspects de collaboration.

## Presse
- Une vaste épuration de la presse française, qui affecte au premier chef les entreprises : 188 des 206 quotidiens paraissant avant 1939 sont interdits et les biens des entreprises éditrices sont confiés à de nouveaux journaux publiés par des groupes issus de la Résistance ou des partis politiques.

- 6 mai : Le Comité français de la Libération nationale rétablit la liberté de la presse dans les régions sous son autorité. La presse quotidienne suspendue pendant l’Occupation reparaît, avec de nouveaux titres issus des mouvements de résistance (Défense de la France, Libération).
- 17 août : Parution des derniers numéros des quotidiens collaborationnistes parisiens.
- 21 août : Parution du premier numéro non clandestin de Combat, dont Albert Camus est rédacteur en chef.
- 13 novembre : Parution du premier numéro du quotidien Paris-Presse, créé par Philippe Barrès.
- 18 décembre : Parution du premier numéro du quotidien Le Monde.

## Essais
- Simone de Beauvoir, Pyrrhus et Cinéas.
- Aleister Crowley, aidé par Lady Frieda Harris : Le Livre de Thoth.
- Émile Guyénot, L’Origine des espèces, Paris, PUF
- Jacques Maritain : De Bergson à Thomas d'Aquin.
- Publication posthume de Le Monde d'hier. Souvenirs d'un Européen de Stefan Zweig.

## Romans
- Louis Aragon, Aurélien.
- René Barjavel, Le Voyageur imprudent.
- Jean Genet, Notre-Dame-des-Fleurs.
- René Laporte, Hôtel de la solitude, éd. Julliard-Sequana, 124 pages.
- Curzio Malaparte (italien), Kaputt.
- Pierre Molaine, Violences.
- Raymond Queneau, Loin de Rueil.
- Kathleen Winsor, Ambre.

## Poésie
- Décembre : La Diane française de Louis Aragon

## Théâtre
- 11 février : Première d'Antigone de Jean Anouilh.
- 22 mars : Raimu fait ses débuts à la Comédie-Française, dans le Bourgeois gentilhomme.
- 24 mai : Publication de Caligula et du Malentendu, pièces d’Albert Camus.
- 27 mai : Représentation de Huis clos de Jean-Paul Sartre philosophe et écrivain français.
- Mai : La Femme du boulanger, pièce de Jean Giono.
- 26 décembre : Première représentation de La Ménagerie de verre de Tennessee Williams.

## Récompenses et prix littéraires
- Voir la liste des Prix du Gouverneur général 1944.
- Le Prix Femina revient, fait unique dans l'histoire du prix, aux Éditions de Minuit dans leur ensemble pour leur rôle durant la Seconde Guerre mondiale.
- Prix Goncourt : Elsa Triolet pour Le premier accroc coûte deux cents francs.
- Prix Renaudot : Roger Peyrefitte pour Les Amitiés particulières.
- Grand prix du roman de l'Académie française : Pierre de Lagarde pour Valmaurie.

## Principales naissances
- 1er janvier : Doumbi Fakoly, écrivain malien († 29 septembre 2024).
- 9 février : Alice Walker, écrivaine américaine.
- 10 mars : Micheline Lachance, romancière et biographe québécoise.
- 9 juin : Karin Brunk Holmqvist, romancière suédoise.
- 3 juillet : Viiu Härm, écrivaine estonienne.
- 20 août : Anne Carrière, éditrice et autrice française, fondatrice des Éditions Anne Carrière.
- 20 octobre : Yōko Imoto, auteure et illustratrice japonaise.
- 17 décembre : Jack L. Chalker, écrivain américain de science-fiction, mort en 2005.

Date indéterminée
- Fatos Kongoli, écrivain albanais
- Tidiane Diakité, essayiste, historien franco-malien († 2 janvier 2025).

## Principaux décès
- 31 janvier : Jean Giraudoux, écrivain français, 62 ans
- 10 février : Israel Joshua Singer, écrivain yiddish, 50 ans
- 5 mars : Max Jacob, poète, au camp de Drancy.
- 29 avril : Alexeï Novikov-Priboï, écrivain soviétique, 67 ans
- 16 juin : Marc Bloch, historien français fusillé par les Allemands pour fait de résistance.
- 31 juillet : Antoine de Saint-Exupéry, écrivain français, 44 ans, disparu en vol.
- 25 août : Moussa Djalil, poète soviétique tatar, 38 ans.
- 9 novembre : Georges Suarez, écrivain français, 54 ans, fusillé pour collaboration.
- 13 novembre : Iossif Outkine, poète et journaliste soviétique, 41 ans, dans l'accident d'avion.
- 30 décembre : Romain Rolland, écrivain français, 78 ans